# Handwalla Bwana
Handwalla Bwana est un footballeur somalo-kényan né le 25 juin 1997 à Mombasa. Il joue au poste d'ailier gauche au Tormenta de South Georgia (en) en USL League One.

## Biographie
En janvier 2018, Bwana signe un contrat Home Grown Player avec son club formateur des Sounders de Seattle.
Le 8 mars 2018, il dispute les quarts de finale de la Ligue des champions de la CONCACAF, face au Deportivo Guadalajara.
En manque de temps de jeu, il espère pouvoir se faire valoir à Seattle ou ailleurs en fin de saison 2020 et cette envie mène à son échange au Nashville SC le 21 octobre 2020, en contrepartie de Jimmy Medranda.
Handwalla Bwana et le Nashville SC trouvent un accord à l'amiable pour la résiliation de son contrat le 10 janvier 2023, le Kenyan ayant joué seulement onze rencontres avec la franchise du Tennessee en un peu plus de deux saisons. Dès le lendemain, le Battery de Charleston annonce la signature de Bwana pour la saison 2023 de USL Championship.

## Palmarès
Sounders de Seattle
- Vainqueur de la Coupe MLS en 2019